# Winterhude
Winterhude är en stadsdel i Hamburg, Tyskland. Stadsdelen ligger i stadsdelsdistriktet Hamburg-Nord. Winterhude är beläget norr om stadskärnan och har cirka 51 500 invånare. I stadsdelen finns Hamburgs stadspark med Planetarium samt även kontorsområdet City Nord. 

## Kommunikationer
Stadsdelen trafikeras av Hamburgs tunnelbana med stationerna Sierichstrasse, Borgweg och Saarlandstrasse på linje U3 samt Hudtwalckerstrasse och Lattenkamp på linje U1.

## Bilder

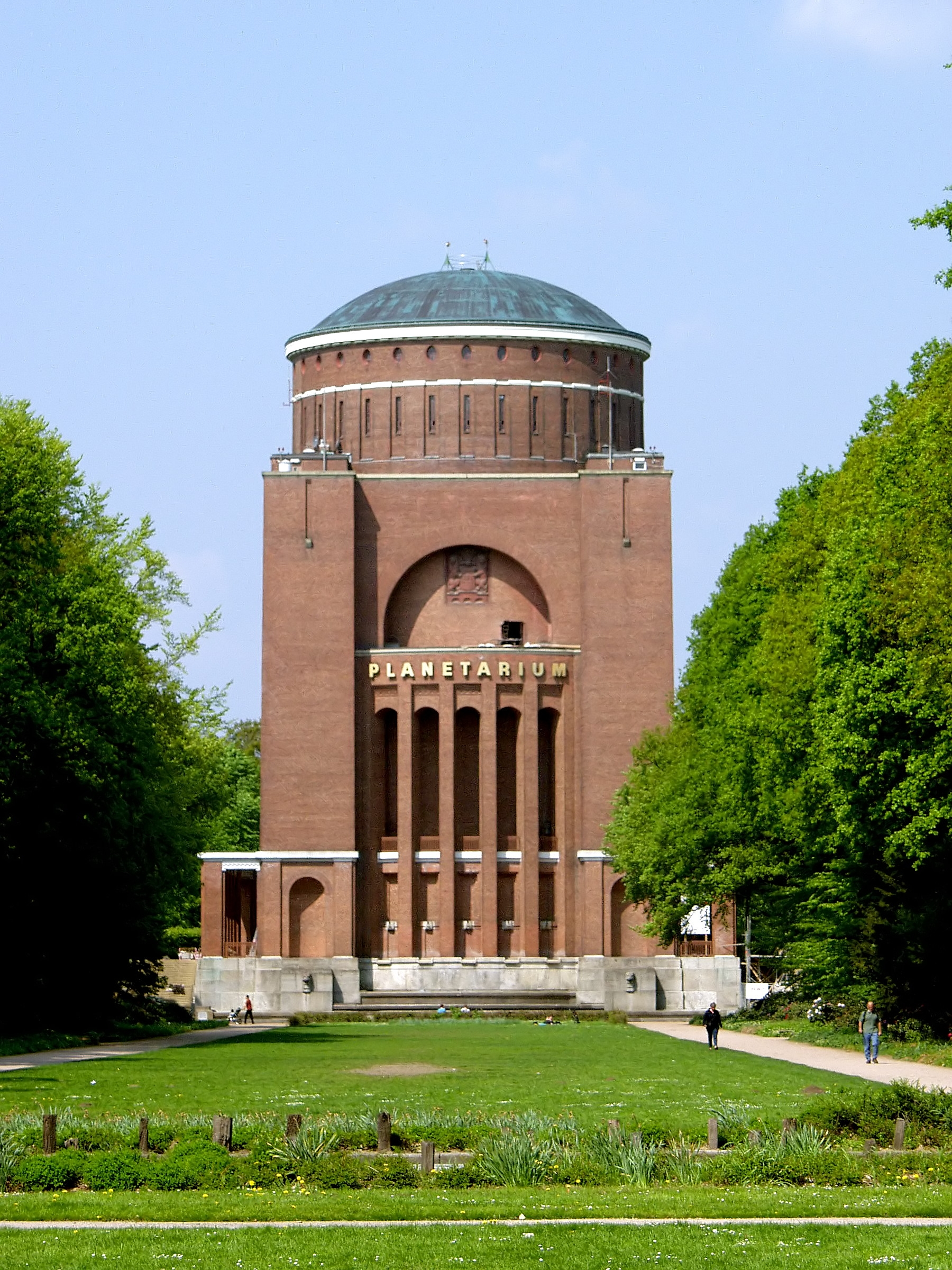
Planetarium
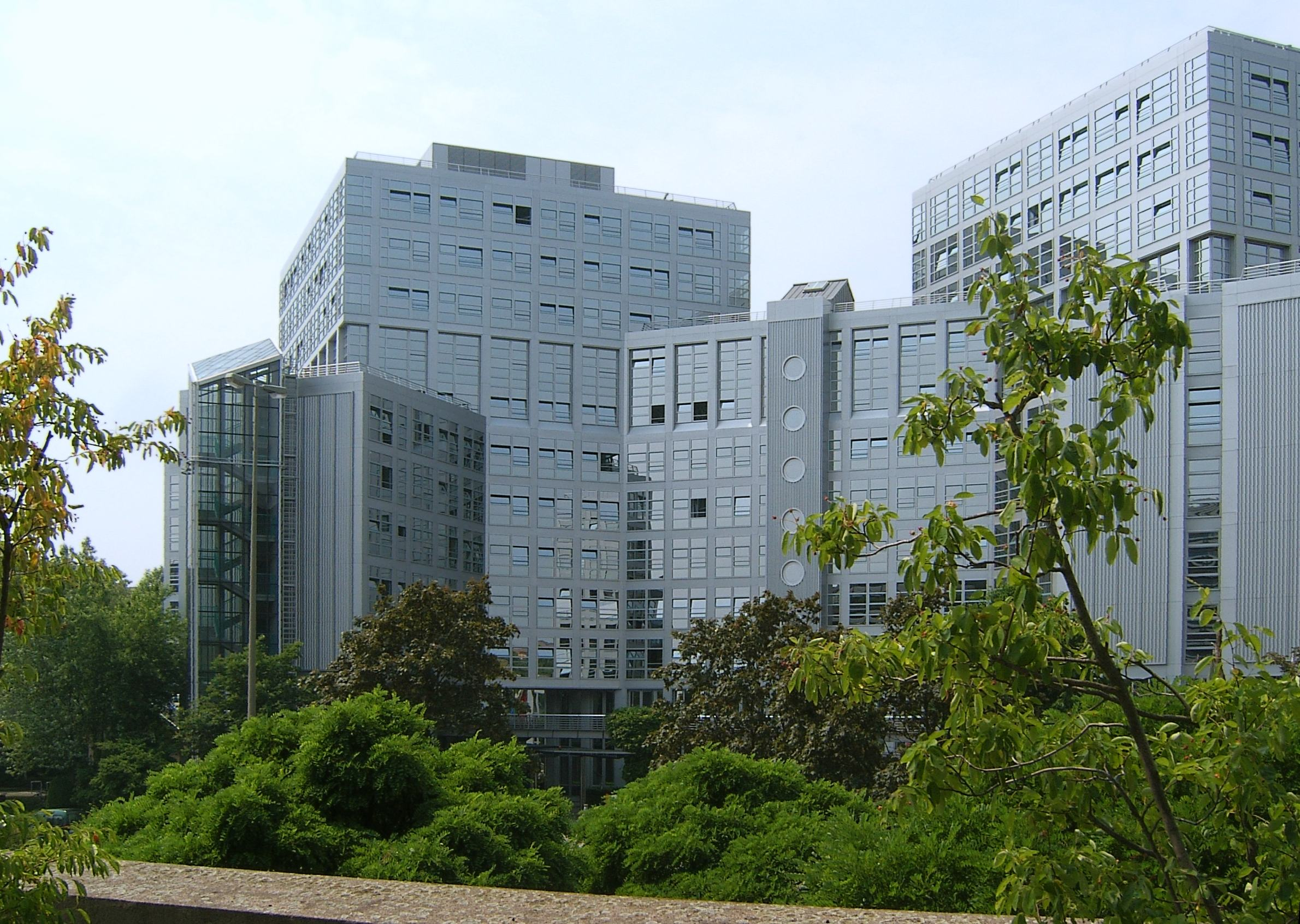
City Nord
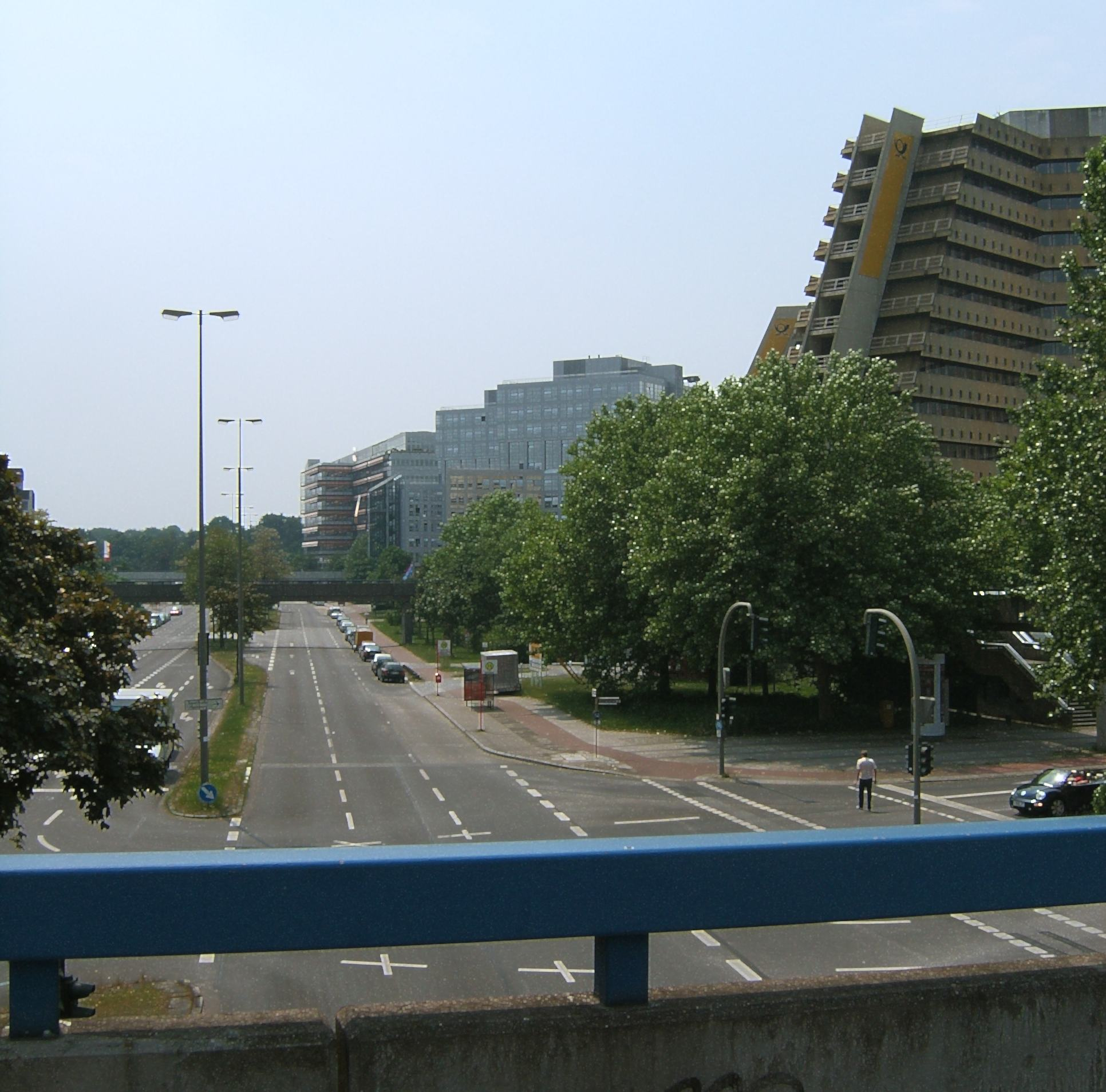
Überseering